# Frederick House River
Frederick House River är ett vattendrag i Kanada.   Det ligger i provinsen Ontario, i den sydöstra delen av landet, 600 km nordväst om huvudstaden Ottawa.
I omgivningarna runt Frederick House River växer i huvudsak blandskog. Trakten runt Frederick House River är nära nog obefolkad, med mindre än två invånare per kvadratkilometer.